# Картвелишвили, Георгий Давидович
Георгий Давидович Картвелишвили (1827, Тифлис — 1901, там же ) — российский грузинский предприниматель и филантроп, купец первой гильдии, потомственный почётный гражданин. 

## Биография

Церковь Дидубийской Богоматери в Тифлисе, построенная на средства Картвелишвили, где он был похоронен. Современный вид.

Родился в 1827 году в Тифлисе. Владел в исторической области Картли, в окрестностях Гори, тремя крупными, передовыми для своего времени лесопильными заводами, где использовались паровые машины. За свой счёт выстроил железную дорогу длинной около 10 километров от Атени до Гори для перевозки продукции своих заводов, которая в дальнейшем была использована при строительстве Южно-Кавказской железной дороги.
В 1881—88 годах по инициативе Картвелишвили и на его средства было осуществлено роскошное издание поэмы «Витязь в тигровой шкуре» Шота Руставели. Сперва Картвелишвили была собрана группа экспертов, которые занимались сличением многочисленных списков для выявления исходного текста поэмы. Затем, для напечатания поэмы был разработан новый типографский шрифт, буквицы для которого были скопированы со старинных надписей в различных грузинских храмах. Для выполнения иллюстраций Картвелишвили пригласил работавшего в Санкт-Петербурге при русском дворе австро-венгерского художника графа Михаила (Михая) Зичи. 
В 1888 году издание вышло из печати, причём весь тираж Картвелишвили подарил благотворительной общественной организации под названием Общество по распространению грамотности среди грузин, членом правления и казначеем которой он был, и которая в дальнейшем занималась распределением тиража по различным библиотекам.
Затем Картвелишвили опубликовал поэму также в переводе на русский язык, и подарил один из экземпляров императрице Марии Фёдоровны во время её визита в Тифлис.
В 1885 году Картвелишвили также опубликовал «Историю Царства Грузинского» Вахушти Багратиони (под редакцией Дмитрия Бакрадзе).
Картвелишвили также нанял фотографа Ермакова для создания цикла фотографий старинных построек Грузии, которые в дальнейшем были изданы на его средства, как альбом. 
В 1880—1884 годах на средства Картвелишвили в Тифлисе была выстроена православная церковь Дидубийской Богаматери, на месте древнего храма, разрушенного в 1795 году. Архитектором храма выступил А. Чижов. 
В 1883–1885 годах Картвелишвили был издателем грузинской либеральной газеты «Дроэба».
За свою благотворительную деятельность был награждён несколькими русскими орденами.
Был женат на Тамаре Мчелидзе и имел 11 детей. 
Скончался в 1901 году в Тифлисе и был похоронен в Дидубийской церкви, которую построил.

## Иллюстрации Михая Зичи к поэме «Витязь в тигровой шкуре», выполненные по заказу Картвелишвили

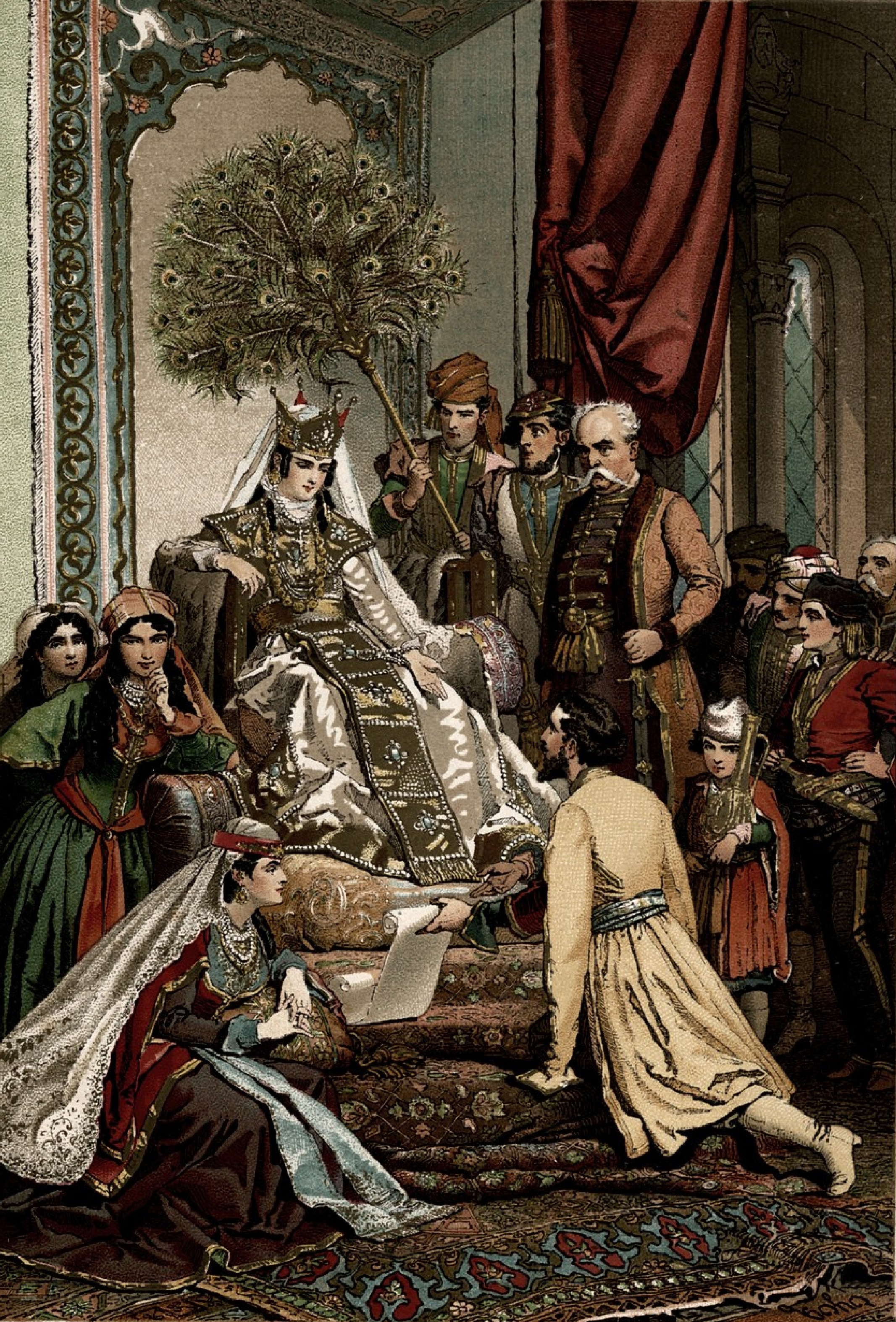
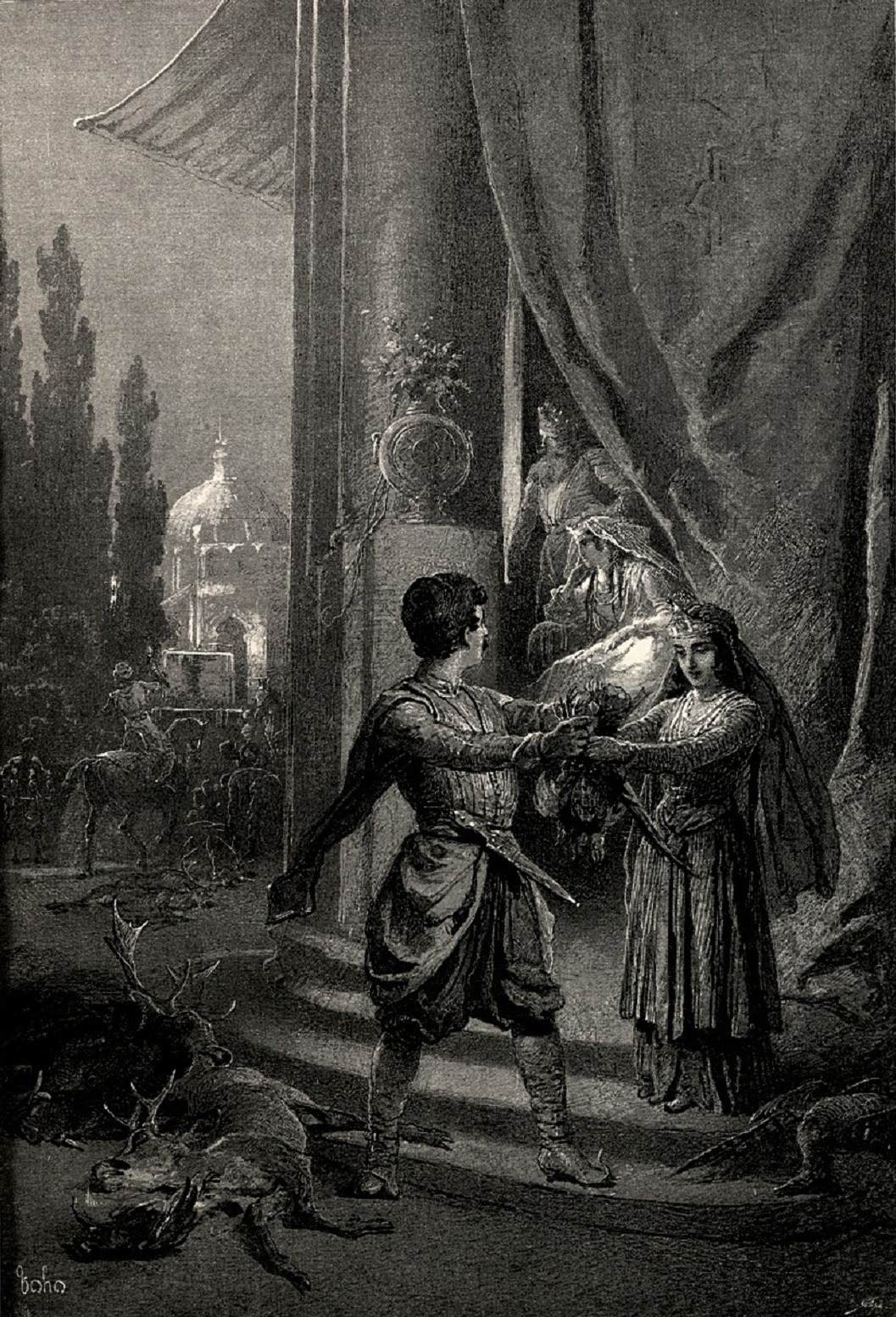
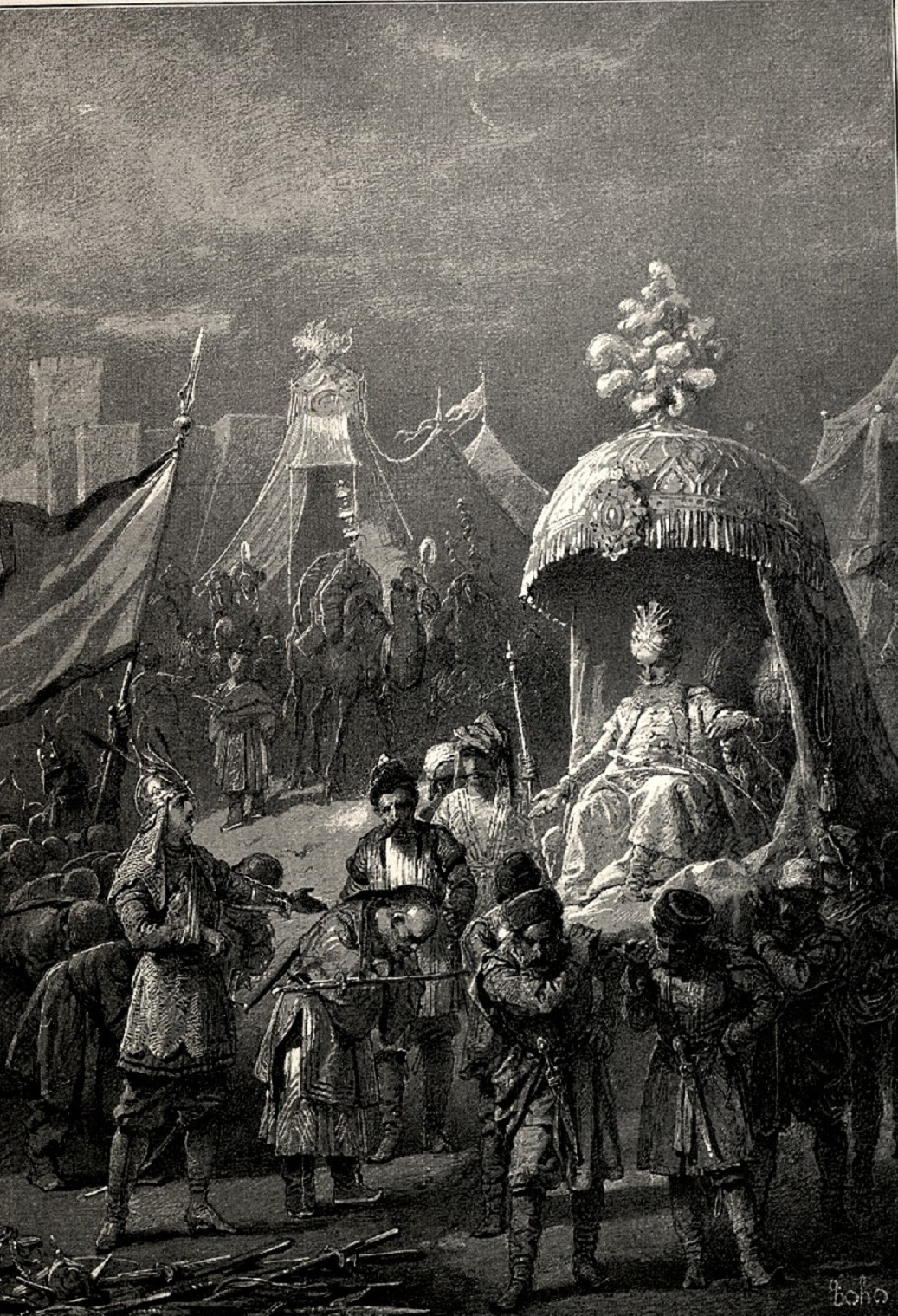
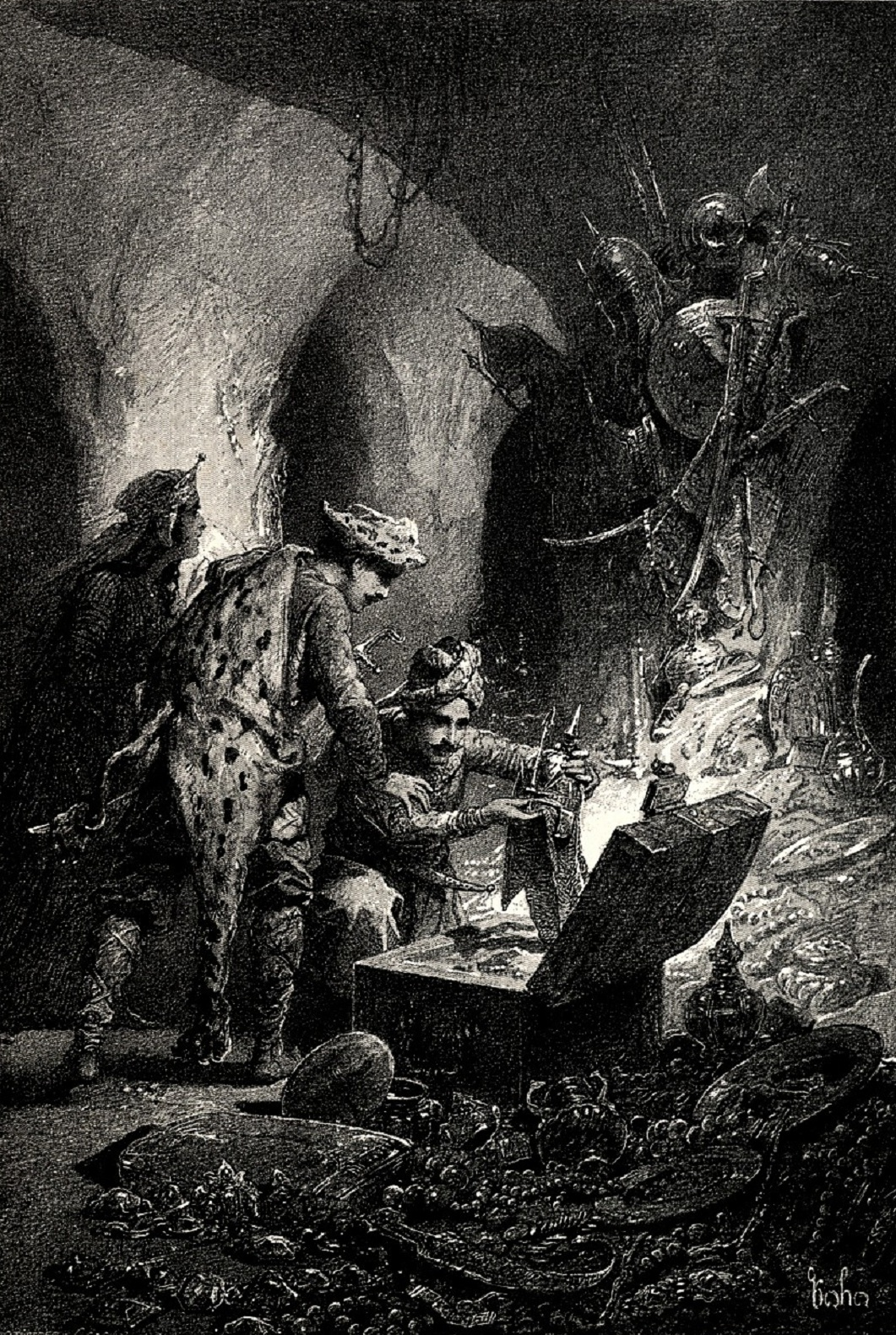
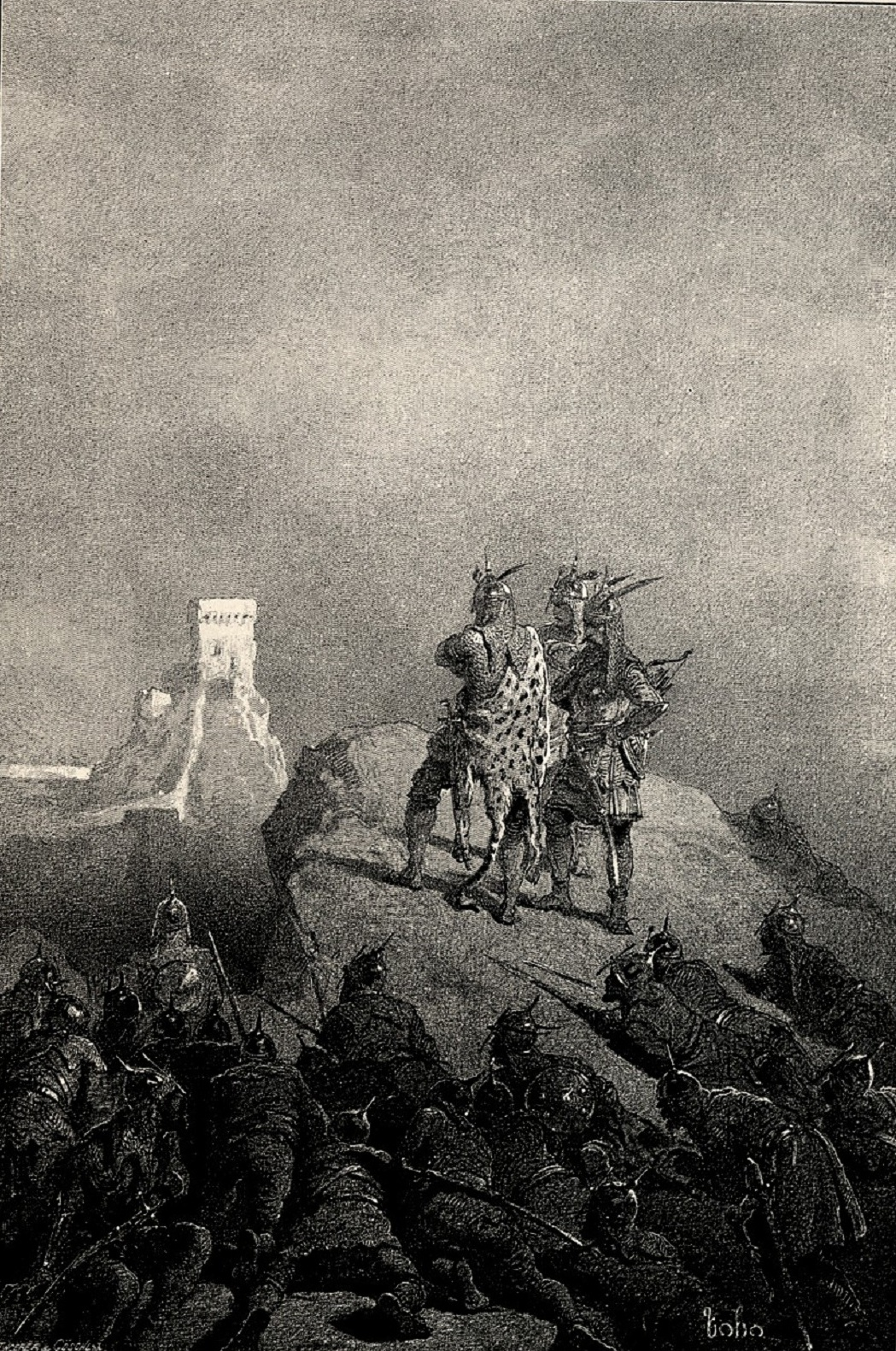
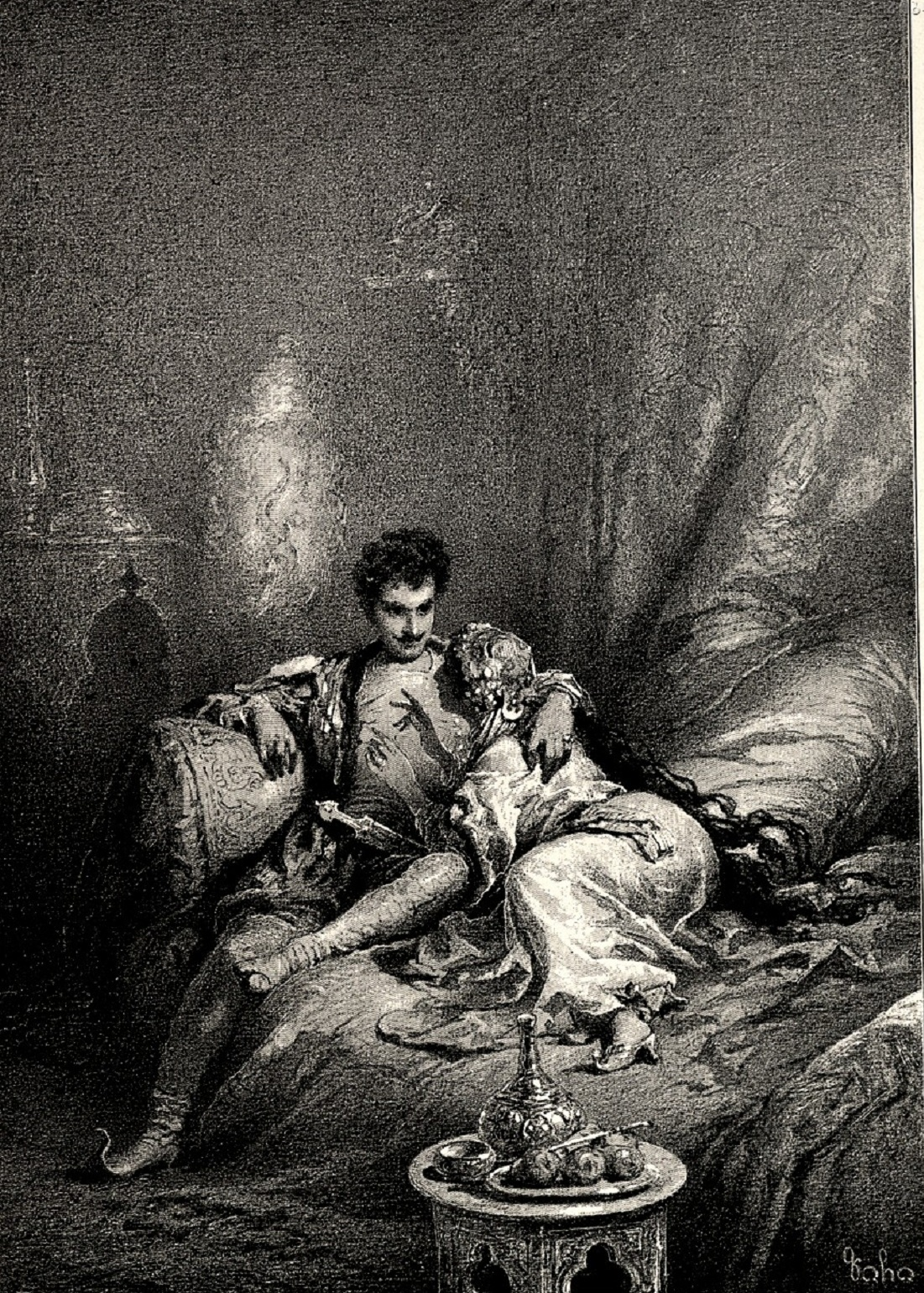